# SYR6: Koncertas Stan Brakhage Prisiminimui
SYR6: Koncertas Stan Brakhage Prisiminimui är en EP av Sonic Youth som är den sjätte EP:n i serien som släpps på det egna skivbolaget SYR. Albumets titel är på litauiska och skivan släpptes den 6 december 2005.

## Låtlista
1. Heavy Jam #1
2. Heavy Jam #2
3. Heavy Jam #3